# Cefdinir
Cefdinir este un antibiotic din clasa cefalosporinelor de generația a treia, utilizat în tratamentul unor infecții bacteriene. Printre acestea se numără: pneumonii comunitare, acutizări ale bronșitelor acute, faringite streptococice, otite medii și sinuzite. Calea de administrare disponibilă este cea orală.

## Reacții adverse
Printre reacțiile adverse se numără reacțiile gastrointestinale. Se poate instala o diaree cu colită pseudomembranoasă, datorită infectării cu Clostridium difficile.